# San Antonio La Paz
San Antonio La Paz é uma cidade da Guatemala do departamento de El Progreso.